# تلویزیون ورزشی ۳
تلویزیون ورزشی ۳ اولین شبکه تلویزیونی اختصاصی ورزشی در افغانستان است. 

## برنامه‌ها
تلویزیون ورزشی ۳ به طور کامل بر رویداده‌ای ورزشی، به ویژه فوتبال و کریکت تمرکز دارد. از نخستین روزهای تشکیل، این تلویزیون توانسته میلیون‌ها بیننده را جذب کند. صفحه فیسبوک این شبکه بیش از ۳۵۰ هزار دنبال کننده دارد.